# Goiteinův dům

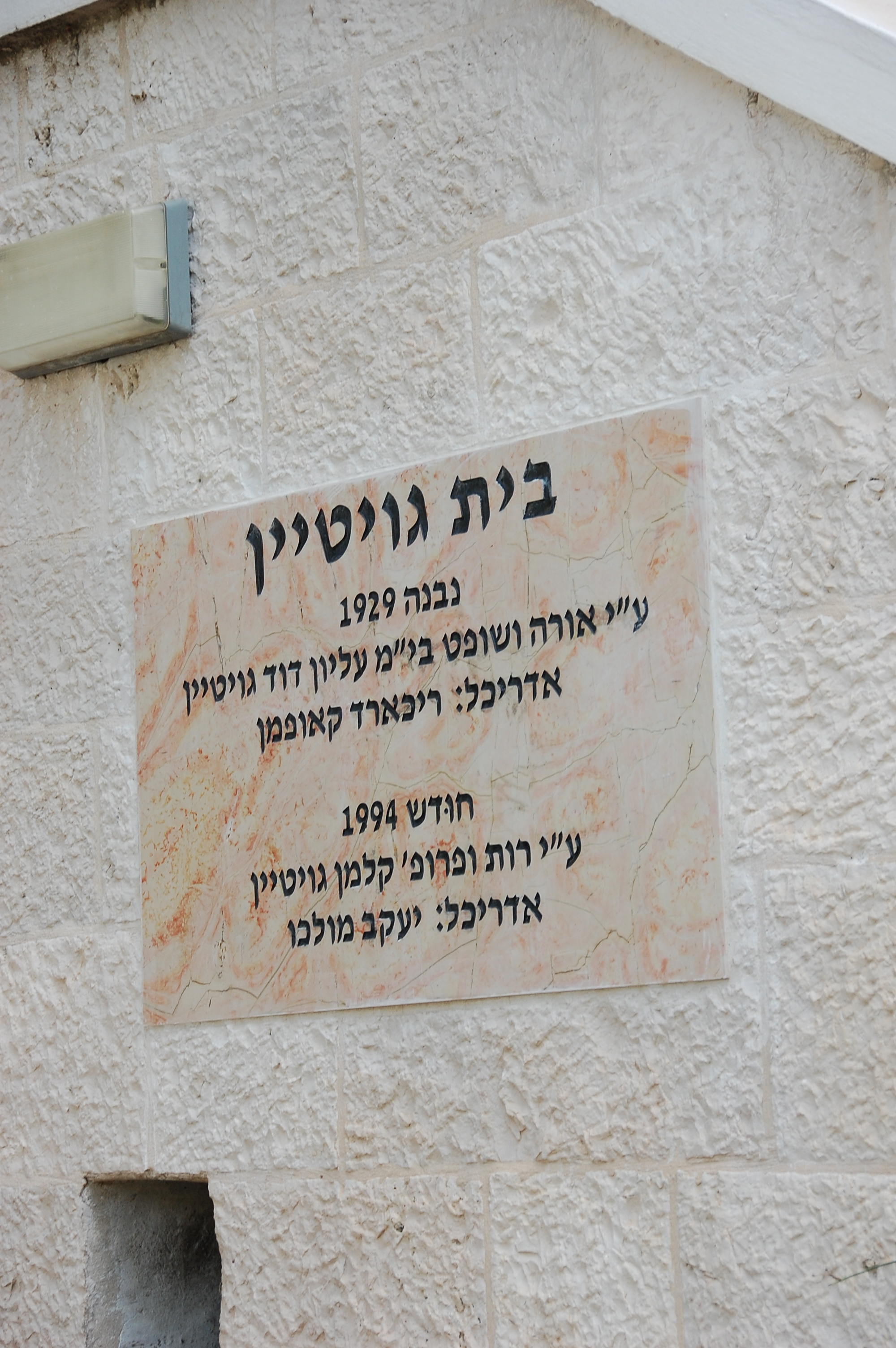
Nápis na Goiteinově domě

Goiteinův dům (hebrejsky בית גויטיין‎ / Bejt Goitein) je budova v jeruzalémské čtvrti Rechavja.

## Historie
Budova byla postavena v letech 1930–1931 pro právníka, člena izraelského Nejvyššího soudu a velvyslance Davida Goiteina a jeho manželku Oru. Budovu navrhl architekt Richard Kaufmann ve stylu funkcionalismu. 
Budova má rohový balkon s betonovou střechou, který je typický pro tento styl, a také netypické vnější schodiště, a je podobná nedalekému domu Hašimšoniho, který je rovněž Kaufmanovým dílem.
V 90. letech 20. století byla k budově přistavěna dvě patra.
Ve svém domě hostili manželé Goiteinovi osobnosti jeruzalémské společnosti.